# Masacre de Apalache
La llamada masacre de Apalache consistió en una serie de incursiones por parte de los colonos ingleses de la provincia de Carolina y sus aliados indígenas contra una población mayoritariamente pacífica de indios apalaches en el norte de la Florida española, que tuvieron lugar durante la Guerra de la reina Ana en 1704. Una floreciente red de misiones fue destruida con una limitada resistencia española e india, la mayoría de la población fue asesinada, capturada, huyó a los grandes puestos de avanzada españoles y franceses o se unió voluntariamente a los ingleses.
El único enfrentamiento bélico importante de la expedición del exgobernador de Carolina, James Moore, fue la batalla de Ayubale, que marcó la única resistencia a gran escala a las incursiones inglesas. Un número importante de apalaches, descontentos con las condiciones en que vivían bajo el dominio de los españoles, simplemente abandonaron sus pueblos y se unieron a la expedición de Moore. Fueron reubicados cerca de los ríos Savannah y Ocmulgee, donde las condiciones eran solo un poco mejores.
La expedición de asalto de Moore fue precedida y seguida por otras actividades similares que se llevaron a cabo principalmente por los creek, que eran aliados de los ingleses. El efecto acumulativo de estas incursiones, que fueron realizadas entre 1702 y 1709, fue despoblar la Florida española más allá de los límites inmediatos de San Agustín o Pensacola.

## Antecedentes
Los esfuerzos ingleses y españoles por colonizar el sudeste de América del Norte comenzaron a convertirse en un conflicto a mediados del siglo XVII. Cuando los ingleses fundaron Charles Town —actualmente Charleston, Carolina del Sur— en 1670, en la recién creada provincia de Carolina —1663—, aumentaron las tensiones con los españoles de la Florida. Comerciantes, asaltantes y esclavistas de la nueva provincia penetraron en territorio español, lo que dio lugar a incursiones y expediciones de represalia por ambas partes. En 1700, el gobernador de Carolina, Joseph Blake, amenazó a los españoles afirmando que las pretensiones inglesas sobre Pensacola, establecida por los españoles en 1698, serían reforzadas. La muerte de Blake, más tarde ese año, interrumpió esos planes. Sería reemplazado por James Moore en 1702.

### La Florida
En ese momento la población española de la Florida era bastante pequeña comparada con la de las cercanas colonias inglesas. Desde su fundación en el siglo XVI, los españoles habían creado una red de misiones cuyo objetivo principal era pacificar a la población indígena local y convertirla al catolicismo. En la provincia de Apalache —que corresponde más o menos en la actualidad al oeste de Florida y el suroeste de Georgia— había 14 comunidades misioneras con una población que alcanzó en 1680 un total de cerca de 8000 personas. Muchas de estas comunidades, pero no todas, fueron pobladas por los apalaches, mientras que algunas otras fueron habitadas por diferentes tribus que habían emigrado hacia el sur hasta llegar a esta zona. A principios del siglo XVIII, Apalache se había convertido en una importante fuente de alimentos para las ciudades de San Agustín y Pensacola, que estaban situadas cerca de tierras que no eran apropiadas para la agricultura.
Los pobladores nativos de la Florida no estaban del todo contentos con el dominio español; habían surgido varios levantamientos contra los españoles en el siglo XVII. Posiblemente eran debidos a que los indios a menudo eran forzados a trabajar para las guarniciones militares españolas y los propietarios de las plantaciones, lo que incluía transportar mercancías a San Agustín, que estaba a unos 160 kilómetros de distancia. Estas políticas y el maltrato por parte de los colonizadores españoles llevaron a algunos apalaches a huir con los ingleses a Carolina. La normativa española también prohibía a los indígenas la posesión de mosquetes y esto los volvía dependientes de la protección de los españoles para defenderse de los creek, que estaban armados por los ingleses.

## Incursiones antes de 1704
La noticia de que la Guerra de Sucesión Española —conocida en América del Norte como la Guerra de la reina Ana— se había ampliado para incluir a Inglaterra, llegó a Carolina en septiembre de 1702. Ese mismo mes, el gobernador Moore convenció a la asamblea provincial de que financiara una expedición contra San Agustín. La expedición resultó un fracaso y los gastos que causó produjeron disturbios en Charles Town. Sin embargo, durante la expedición a San Agustín, Moore y sus hombres destruyeron las comunidades misioneras españolas situadas en la costa de la provincia de Guale —la actual costa de Georgia—. Después de los sucesos, el gobernador de Florida, Joseph de Zúñiga y Zerda, ordenó al resto de los españoles en las misiones de Apalache y de la provincia de Timucua que se agruparan con propósitos defensivos. Las misiones en la provincia de Mocama se congregaron al sur del río St. Johns y las de Timucua en San Francisco de Potano. A principios de 1703, los creek atacaron San José de Ocuya y San Francisco de Potano y también asaltaron Patali o Piritiba. Es posible que más de 500 indios fueran esclavizados como resultado de estas incursiones.

## Ayubale

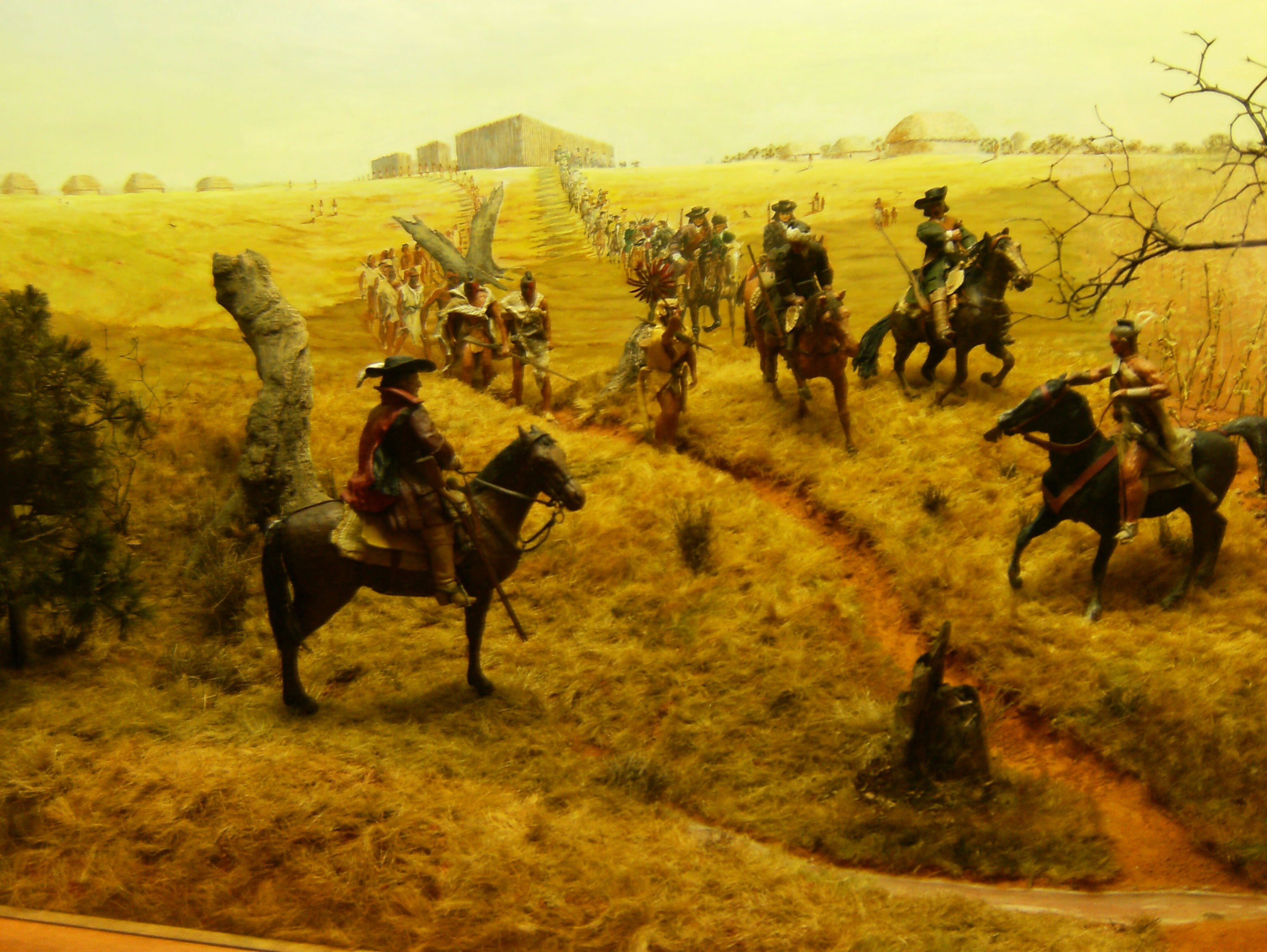
El coronel Moore lleva a su grupo de ataque más allá del puesto comercial de Ocmulgee, imagen en exhibición en el Ocmulgee National Monument.

En 1703, el exgobernador Moore presentó a la asamblea de Carolina y al gobernador que le había sucedido, Nathaniel Johnson, un plan para una expedición contra los pueblos españoles de la provincia de Apalache. Pometió que a diferencia de la expedición a San Agustín, los colonos no pagarían por nada; esperaba recuperar los gastos consiguiendo un botín y esclavos. El 7 de septiembre de 1703, la asamblea de Carolina aprobó el plan y le pidió a Moore proceder «a la asistencia de los cowetaws y nuestros otros indios amigos y atacar a los apalaches». Después de reclutar a 50 colonos, viajó hacia el curso superior del río Ocmulgee, donde alistó 1000 indios creek para usarlos en contra de sus enemigos tradicionales.
El 25 de enero de 1704, la fuerza de Moore llegó a Ayubale, una de las comunidades misioneras más grandes de Apalache. Si bien la mayoría de los creek asaltaron los pueblos de los alrededores, Moore con la mayor parte de los blancos y 15 creek se dirigió hacia Ayubale alrededor de las 7:00 a. m. La única resistencia fue organizada por el padre Ángel Miranda, quien se refugió en el recinto de la iglesia de la ciudad, que estaba rodeado por un muro de barro. Con 26 hombres mantuvo a raya exitosamente a los ingleses durante nueve horas y solo se rindió, junto a sus hombres y 58 mujeres y niños, después de que se quedaran sin flechas. Según una versión española, Miranda y sus seguidores se sometieron a la misericordia de Moore. De acuerdo a esta versión —pero aparentemente no a otras, véase más adelante— fue asesinado de inmediato a sangre fría por los indios aliados de Moore y algunos de sus seguidores fueron torturados y asesinados.
Los rumores del ataque llegaron a San Luis de Apalache, alrededor de 39 kilómetros al sur de Ayubale, donde el capitán Juan Ruiz de Mexía reunió una fuerza de 400 apalaches y 30 miembros de la caballería española. Esta fuerza alcanzó a Moore en Ayubale y fue derrotada de manera decisiva. Más de 200 apalaches fueron asesinados o capturados, tres españoles murieron y ocho fueron capturados, con Mexía entre ellos. Hay pruebas de que durante el encuentro, hasta 50 apalaches se unieron a los ingleses contra las fuerzas españolas. Moore consideró atacar el fuerte de San Luis, pero su fuerza había sufrido un importante número de heridos, por lo que se optó por un intento de extorsión. Algunos de los prisioneros españoles lograron escapar, por lo que liberó a Miranda, Mexía y otros para que fueran a San Luis, con la esperanza de que el comandante de la guarnición pagaría un rescate por los prisioneros. Sin embargo, el comandante de la guarnición se negó a pagar.

## Incursiones adicionales en Apalache
Después de la batalla en Ayubale, Moore siguió su marcha por Apalache. El pueblo de San Lorenzo de Ivitachuco sobrevivió porque su líder entregó los ornamentos de oro de su iglesia y una caravana de provisiones. Moore se movió despacio, ya que muchos de los apalaches al parecer querían marcharse con los ingleses. Según su informe, la mayoría de los habitantes de siete comunidades se unieron a su marcha voluntariamente.
En el informe de Moore de la expedición afirmó haber matado a más de 1100 hombres, mujeres y niños. También declaró que «mandó al exilio» a 300 y «capturó como esclavos» a más de 4300 personas, la mayoría mujeres y niños. Las únicas misiones importantes que sobrevivieron en Apalache fueron San Luis y San Lorenzo de Ivitachuco. Los españoles al principio intentaron fortalecer estas plazas, pero finalmente juzgaron que eran indefendibles y las abandonaron. Los sobrevivientes se agruparon en Abosaya, al este de San Francisco de Potano.
James Moore no identificó por su nombre los lugares que destruyó. El historiador Mark Boyd analizó fuentes inglesas y españolas que documentan las misiones y los efectos de la incursión de Moore. De acuerdo a su análisis, las siguientes misiones son las que más probablemente fueron destruidas:
- La Concepción de Ayubale
- San Francisco de Oconi
- San Antonio de Bacqua
- San Martín de Tomole
- Santa Cruz y San Pedro de Alcántara de Ychuntafun

Las autoridades españolas en San Agustín y Pensacola movilizaron sus escasas fuerzas, pero no volvieron a Ayubale hasta después de que la fuerza de Moore claramente había dejado la zona. Enterraron a los cristianos muertos, muchos de los cuales se reportó que exhibían pruebas de tortura. Una porción significativa de los Mártires de La Florida corresponde a este periodo. A pesar de las pérdidas, no abandonaron o agruparon de inmediato las misiones hasta que se llevaron a cabo más incursiones, tras lo cual, los desmoralizados apalaches sobrevivientes insistieron en que se retiraban a Pensacola o se pasaban al lado inglés.

## Incursiones posteriores
A raíz de las incursiones de Moore se realizaron otros asaltos en el norte de Florida, ejecutados principalmente por los creek. En agosto de 1704 los creek destruyeron las misiones yustacanas de San Pedro y San Mateo y un año más tarde atacaron a los apalaches en Abosaya. Al mes siguiente, nuevos ataques contra Abosaya persuadieron a los sobrevivientes a huir a San Agustín. En la primavera de 1706, los creek sitiaron San Francisco de Potano y atacaron el rancho La Chua cerca de Abosaya, lo que trajo como consecuencia que ambos fueran abandonados y Timucua quedó casi despoblada para mayo de 1706. De acuerdo con John Hamm, especialista en estudios apalaches, entre los ataques de Moore y estos últimos, 2000 indios se fueron al exilio y un número indeterminado fueron esclavizados. El gobernador francés de Mobile, Jean-Baptiste Le Moyne de Bienville, escribió que los ataques en la zona de Florida provocaron la muerte de 2000 apalaches y la captura de 32 españoles, 17 de los cuales fueron quemados vivos. A finales de 1706, la presencia española en la Florida se había reducido a San Agustín y Pensacola.

## Consecuencias
Todo [esto] lo he hecho con la pérdida de 4 blancos y 15 indios y sin que costara un centavo a los ciudadanos. Antes de esta expedición, estabamos más temerosos de que nos pudieran dañar por tierra los españoles de Apalache y sus indios en conjunción con los franceses de Mississippi y sus indios, que de todas las fuerzas del enemigo por mar. Esto los inhabilita totalmente para intentar algo en contra de nosotros por tierra.
—Reporte de James Moore.

Muchos sobrevivientes huyeron hacia el oeste y se establecieron cerca del puesto de la avanzada colonial francesa en Mobile, mientras que otros terminaron cerca de San Agustín o Pensacola. Bienville informó que alrededor de 600 refugiados se asentaron cerca de Mobile. Los apalaches capturados por Moore fueron reasentados a lo largo del río Savannah o entre los creek en el río Ocmulgee. Los refugiados apalaches que se establecieron en estas áreas a menudo fueron hostigados por esclavistas; en algunos casos, los indios tomados como esclavos fueron liberados después de que se protestaba ante las autoridades de Carolina.
Los españoles respondieron a los ataques fomentando las incursiones corsarias contra las plantaciones situadas en los litorales de Carolina. En los años siguientes, los colonos ingleses siguieron atacando los intereses españoles y franceses en la Florida y en las costas del golfo de México, pero nunca fueron capaces de capturar San Agustín, Pensacola o Mobile, los principales asentamientos españoles y franceses. Pensacola fue sitiada dos veces por las fuerzas creek en 1707, al parecer con el apoyo de los colonos ingleses. Los indios, abastecidos por los ingleses, también hicieron incursiones en territorios dominados por los franceses en el oeste, pero las intenciones de los ingleses de asaltar Mobile, nunca llegaron más allá de la etapa de planificación, si bien hubo una incursión en un pueblo indio cerca de Mobile en 1709.

## Historiografía
Debido en parte a que la información primaria sobre estas incursiones es fragmentaria, confusa y contradictoria, los historiadores han dado algunas veces versiones muy diferentes del número de indios que fueron esclavizados. Aunque James Moore afirmó en su informe que un gran número de apalaches fueron reducidos a la esclavitud, los historiadores modernos creen que una parte significativa de las personas reasentadas por Moore fueron con él voluntariamente y no eran esclavos realmente. Vernon Crane, en The Southern Frontier, 1670–1732, publicado originalmente en 1929, acepta sin crítica los números de Moore, pero Edward McCrady, historiador de Carolina del Sur del siglo XIX, menciona que solo 1400 apalaches fueron capturados, de los cuales solo 100 fueron convertidos en esclavos. El historiador Allan Gallay, en un análisis moderno, opina que solamente las incursiones de 1704 dieron lugar a la esclavitud de entre 2000 y 4000 indios.
Las opiniones difieren también en cuanto al destino a largo plazo de los indios que voluntariamente se fueron con Moore. Los censos de los asentamientos del río Savannah de 1715 cuentan menos de 650 apalaches; Allan Gallay considera que el resto probablemente fueron vendidos como esclavos. Sin embargo, James Covington cree que se debió a una combinación de factores: además de la esclavización de los reasentados, las enfermedades, los matrimonios mixtos con otras tribus y la migración a otras comunidades fueron responsables de la diferencia.